# Nikolai-Marinekathedrale

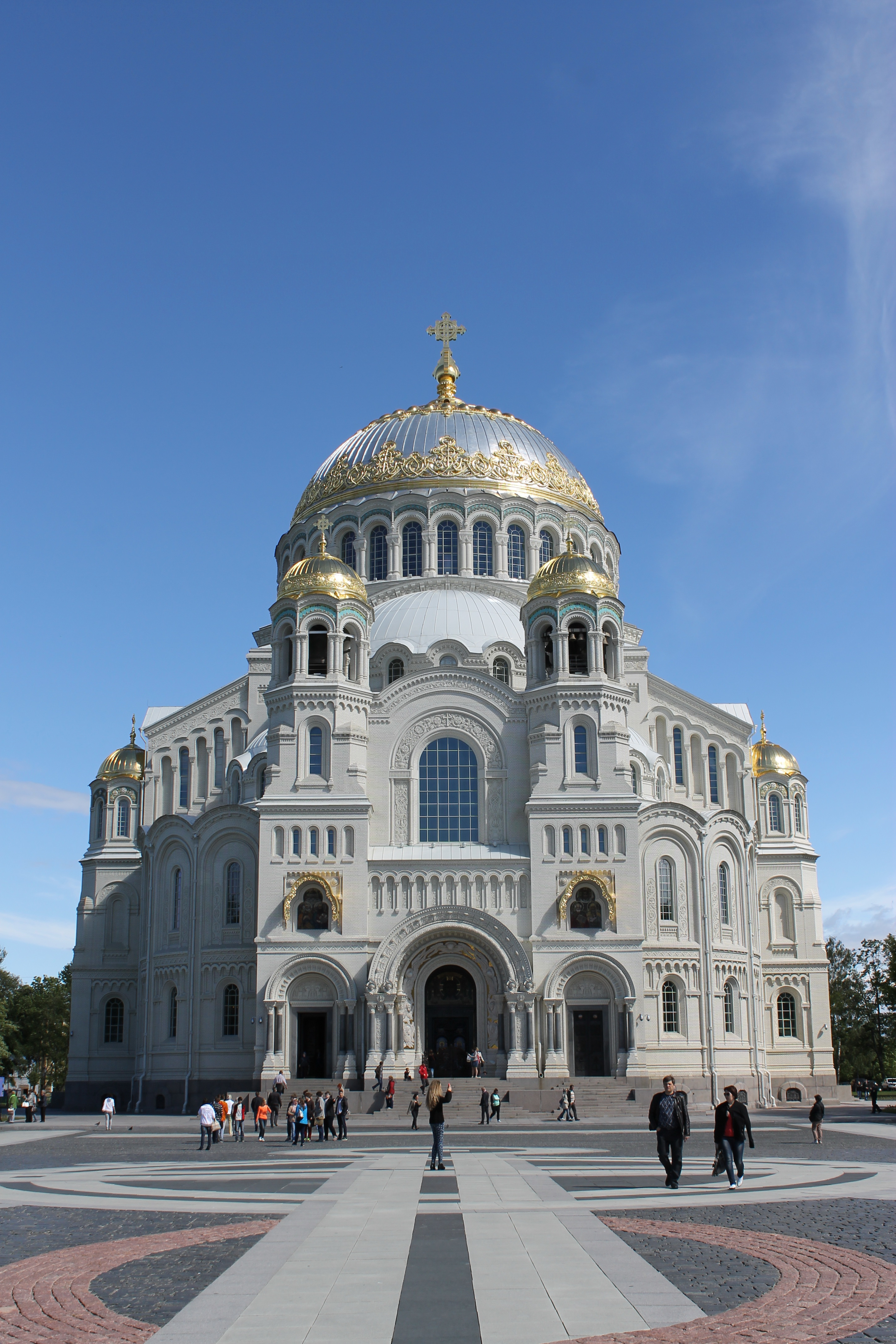

Die Nikolai-Marinenkathedrale (russisch Морско́й собо́р святи́теля Никола́я Чудотво́рца) ist eine in Kronstadt gelegene russisch-orthodoxe stauropegische Kathedrale. Sie wurde als eine Marinekathedrale errichtet, also eine Kathedrale, deren Gemeinde die Angehörigen der Kaiserlichen Russischen Marine bilden sollten. Die Kathedrale wurde von dem Architekten Wassili Kossjakow im neobyzantinischen Stil 1903–1913 errichtet. Die Kathedrale ist dem Patrozinium des Heiligen Nikolaus von Myra, des Schutzheiligen der Seefahrer, unterstellt. Seit 2013 hat sie den Status  der Hauptkathedrale der Russischen Marine. 1990 wurde die Kathedrale in die Liste des UNESCO-Welterbes aufgenommen.

## Geschichte

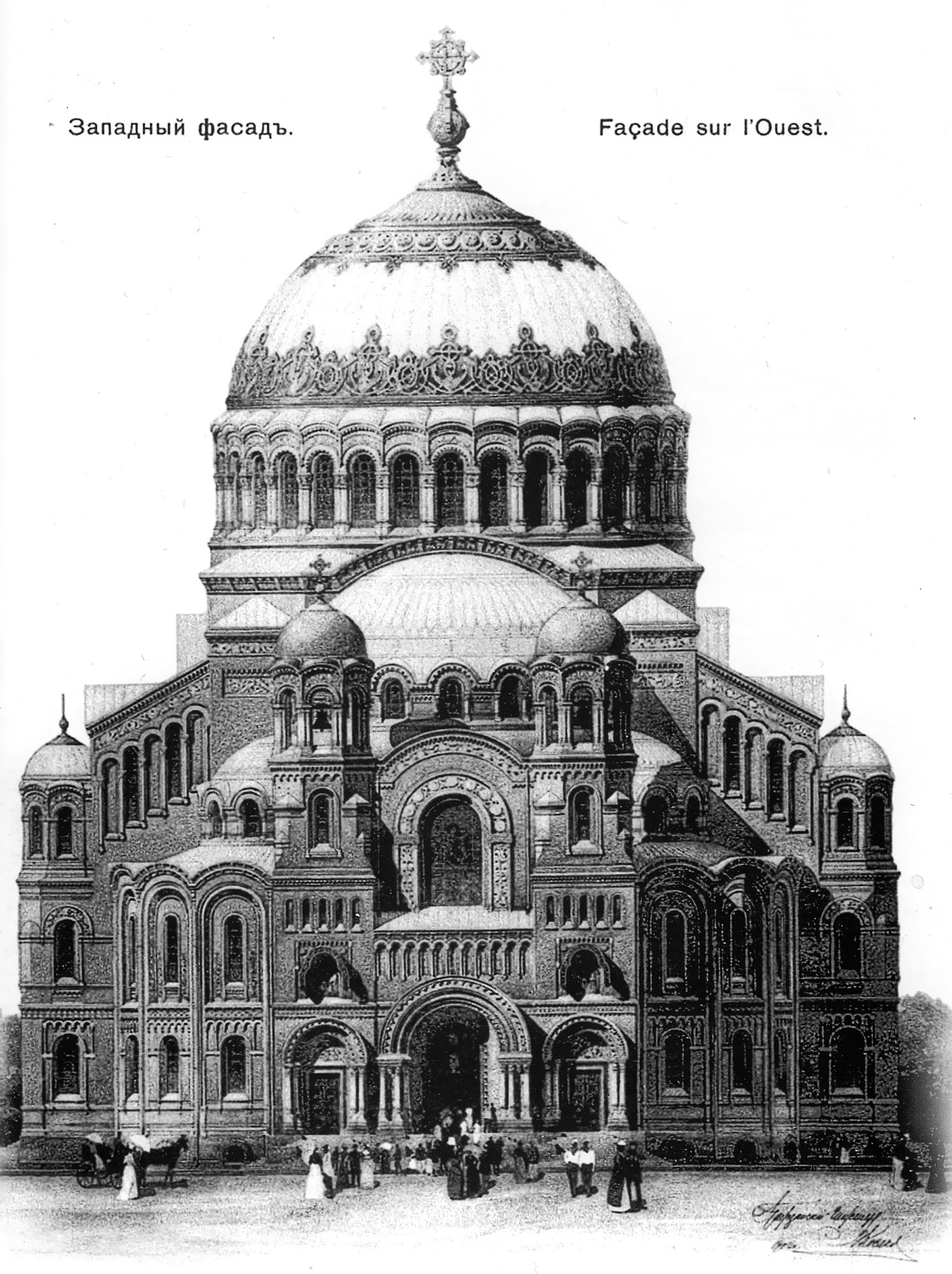

### Errichtung
Die erste Holzkirche für Seeleute in Kronstadt, die 1728–1731 gebaut wurde, war ein Jahrhundert später schon baufällig und wurde abgerissen. 1862 wurde an Stelle der alten Kirche eine neue Erscheinungskirche, auch aus Holz, eingeweiht. 1931, unter der Sowjetherrschaft, wurde sie für Gottesdienste geschlossen und 1932 zerstört. Diese große Kirche bot Platz für 1000 Besucher, was allerdings schon damals nicht groß genug war. Es entstand die Notwendigkeit, eine Kathedrale, die durch ihre Großartigkeit der Bedeutung Kronstadts als Wiege der Russischen Marine entsprechen könnte, sowie ein würdiges Denkmal für alle ums Leben gekommenen Seeleute zu bauen.
Der Initiator des Kathedralbaus war Vizeadmiral und Oberhaupt des Hafens Kronstadt Nikolai Kasnakow; dessen Petition an Nikolaus II. um die Eröffnung einer Spendenaktion für den Kathedralbau wurde 1897 vom Zaren genehmigt. Um Spenden zu sammeln und das Projekt zu fördern, wurde ein Komitee unter Leitung Kasnakows (nach seinem Rücktritt unter Leitung von Admiral Makarow) gegründet. Dieses sammelte bis zum Jahr 1913 280.000 Rubel, weitere 1.655.000 Rubel wurden aus der Staatskasse zugeteilt. Der Bauplan der Kathedrale sollte durch einen Wettbewerb bestimmt werden; alle Entwürfe, die zum Wettbewerb 1897–1898 eingereicht worden waren, wurden allerdings durch das Komitee abgelehnt, wie auch der Entwurf von Antoni Tomischko von 1900. Letztendlich wurde Professor Wassili Kossjakow mit der Baugestaltung beauftragt. Dieser fuhr nach Istanbul, um die Hagia Sophia zu studieren, und bereitete zwei Skizzen im neobyzantinischen Stil vor. Eine davon wurde am 21. Maijul. / 3. Juni 1901greg. durch Nikolaus II. genehmigt.
Als Platz für die Kathedrale wurde der sogenannte Ankerplatz, ein großes Areal, auf dem alte Anker gelagert wurden, bestimmt. Hier begann am 1. Septemberjul. / 14. September 1902greg. mit einem Gottesdienst durch Johannes von Kronstadt in Anwesenheit von Admiral Makarow und 14.000 Angehörigen der Baltischen Flotte die Vorbereitung des Bauplatzes. Im Frühling 1903 wurde das Fundament gefertigt. Am 8. Maijul. / 21. Mai 1903greg., in Anwesenheit der Zarenfamilie, wurde mit dem aufragenden Mauerwerk begonnen. 1905–1906 kam es zu einer Verzögerung der Bauarbeiten im Zusammenhang mit der Revolution. Dennoch begann schon im Jahr 1907 die innere Ausstattung der Kathedrale, die ab 1908, als das Heizsystem installiert war, ganzjährig durchgeführt wurde. Am 10. Junijul. / 23. Juni 1913greg. wurde die Kathedrale geweiht.

### Sowjetzeit
Unter der Sowjetherrschaft wurden bis 1929 Gottesdienste durchgeführt. Am 14. Oktober wurde die Kathedrale geschlossen. Im Februar 1930 wurden Glocken und Kreuze niedergeworfen. Danach wurde hier ein Filmtheater Maxim Gorki eröffnet. Dabei wurde die Innenmalerei teilweise mit Putz verdeckt, Gedenktafeln mit den Namen der gefallenen Seeleute und Flottenpriester wurden als Baumaterial für andere Gebäude genutzt. Während des Zweiten Weltkriegs befand sich unter der Kuppel ein Beobachtungs- und Artilleriekorrekturposten. Mehrere deutsche Geschosse trafen die Kathedrale, ebenso eine Bombe, die die Kuppel durchbrach, aber nicht explodierte.
Ab 1954 wurde das Gebäude als Konzertsaal für 1250 Personen hergerichtet (1956 geöffnet); ab 1980 diente das Gebäude als eine Filiale des Zentralen Museums der Seekriegsflotte.

### Gegenwart

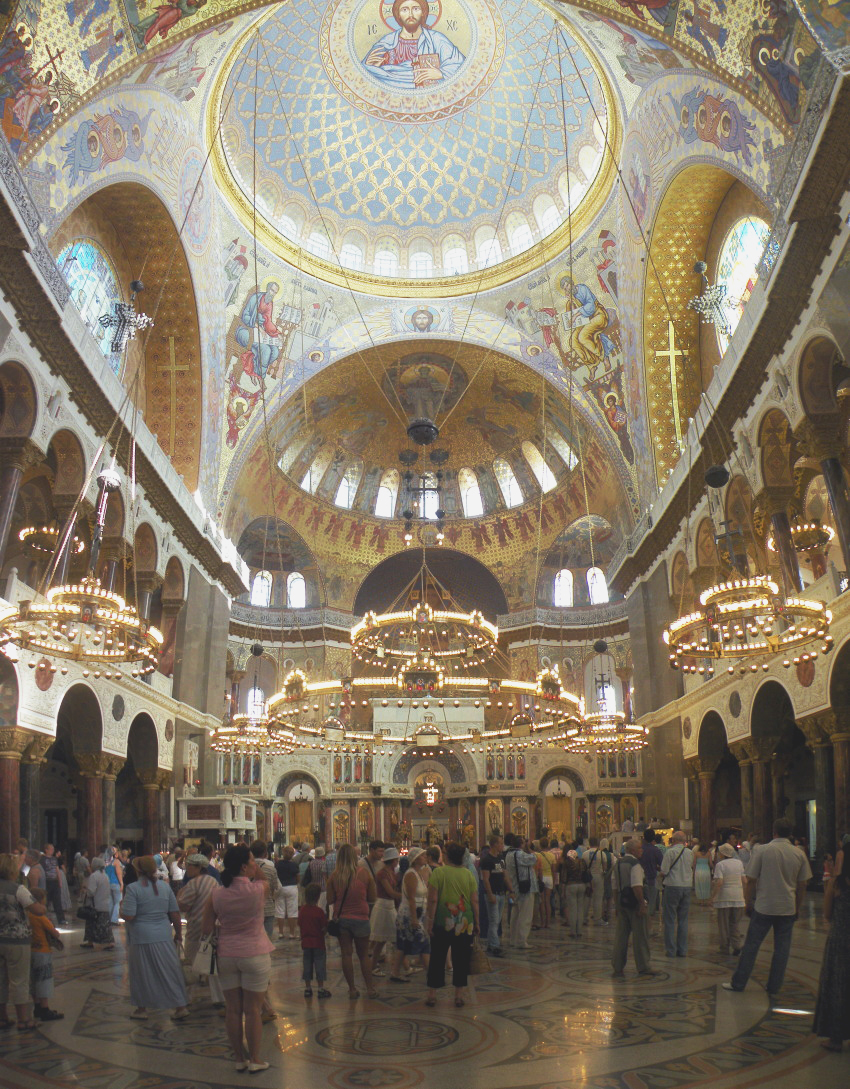
Inneres der Kathedrale

Nach dem Zerfall der Sowjetunion wurde die Kathedrale der Russisch-Orthodoxen Kirche zurückgegeben. Der Umzug des Museums dauerte jedoch mehrere Jahre. 2002 begann die Restaurierung der Kathedrale. Am 19. Dezember 2005 wurde die erste Liturgie gefeiert. Am 19. April 2012 wurde die Kathedrale durch Patriarch Kyrill I. geweiht (eine Kleine Weihe) und nochmals am 28. Mai 2013 (eine Große Weihe). Danach erhielt sie den Status Hauptkathedrale der Russischen Marine. Vorher hatte die Nikolaus-Marine-Kathedrale in Sankt Petersburg diesen Status.

## Beschreibung

### Lage
Die Kathedrale befindet sich im Zentrum Kronstadts, am Ankerplatz. Dieser Platz bietet genügend Raum für Militärparaden sowie für Kreuzprozessionen. Auf dem Platz befinden sich das Denkmal für Admiral Makarow von Leonid Sherwood, das am 24. Julijul. / 6. August 1913greg., also fast gleichzeitig mit der Kathedrale, durch Nikolaus II. eröffnet wurde; das Denkmal für Admiral Uschakow (am 10. September 2015 enthüllt); das Massengrab der Opfer der Revolutionen und des Bürgerkriegs und andere Gedenkzeichen.

### Architektur
Die Kathedrale ist das zweitgrößte Sakralgebäude in Russland (nach der Christ-Erlöser-Kathedrale) und bietet Platz für 6000 Besucher. Sie wurde im neobyzantinischen Stil mit Einfluss des Eklektizismus errichtet. Im Ganzen ähnelt sie, mit anderen Proportionen, der Hagia Sophia. Die große Zentralkuppel steht auf einem relativ niedrigen Tambour mit 32 Fenstern (die Anzahl der Richtungen des Seekompasses), den vier Bögen tragen. Im Westen und Osten der zentralen Kuppel befinden sich zwei Halbkuppeln, von denen eine (die östliche) in die drei Halbkuppeln der Apsis übergeht. Die Architektur der Kathedrale zeigt auch Einflüsse der Gotik und der Romanik. Am Haupteingang (auf der Westseite der Kathedrale) ist ein dreifaches Portal, links und rechts davon befinden sich zwei Glockentürme. Die Seitenfassaden sind mit großen runden Fenstern (jeweils mehr als 50 Quadratmeter) ausgestattet.
Die Gesamtlänge der Kathedrale beträgt 83,2 Meter, die maximale Breite 64 Meter. Der Durchmesser der Kuppel ist 26,7 Meter. Die Höhe bis zur Basis der Hauptkuppel beträgt 52 Meter. Mit einer Gesamthöhe (mit dem Kreuz) von 70,5 Metern ist die Kathedrale das höchste Gebäude in Kronstadt.

## Ausstattung
Das Geläut der Kathedrale befindet sich in den zwei Glockentürmen. Die größte Glocke, mit einem Gewicht von 17 t (1038 Pud), befand sich in dem Turm rechts vom Haupteingang, die andere Glocke in dem anderen Turm. Von den alten Glocken ist nur eine erhalten geblieben – die zweitgrößte Glocke mit einem Gewicht von etwa 5 t. Im Jahr 2011 wurden in Woronesch 14 Glocken für die Kathedrale gegossen, darunter eine neue Hauptglocke, auch mit einem Gewicht von 17 t.
In der Kathedrale gibt es mehrere Altäre. Der Hauptaltar wurde dem heiligen Nikolaus von Myra geweiht. Der linke  Altar ist den Aposteln Petrus und Paulus, der rechte Johannes von Kronstadt, ein weiterer Altar in der Krypta Iwan Rilski gewidmet.
An der Innendekoration und Ausstattung der Kathedrale arbeiteten mit Wassili Kossjakow sein Bruder Architekt Georgi sowie andere Architekten und Künstler. Das Meiste ging in der Sowjetzeit verloren, darunter die Ikonostase sowie die Innenmalerei, und soll wiederhergestellt werden.